# مديرية جبل راس

تعديل مصدري - تعديل

مديرية جبل راس إحدى مديريات محافظة الحديدة في غرب اليمن. بلغ عدد سكانها 44674 نسمة عام 2004.